# Joseph John Thomson
Joseph John Thomson, znany także jako J.J. Thomson (ur. 18 grudnia 1856 w Manchesterze, zm. 30 sierpnia 1940 w Cambridge) – angielski fizyk związany z Laboratorium Cavendisha w University of Cambridge. W 1906 r. otrzymał Nagrodę Nobla w dziedzinie fizyki „w uznaniu zasług za teoretyczne i eksperymentalne badania nad przewodnictwem elektrycznym gazów”, które doprowadziły do odkrycia elektronu.

## Życiorys
Ojciec Josepha był księgarzem i wydawcą. W latach chłopięcych Joseph posiadał mikroskop i umiał się nim posługiwać, co skierowało jego zainteresowanie ku badaniom naukowym.
Mając 14 lat wstąpił do Owens College w Manchesterze (późniejszy uniwersytet). Prowadził prace z dziedziny elektrostatyki. W roku 1876 rozpoczął studia w Trinity College na Uniwersytecie Cambridge , zaś po ich ukończeniu pozostał związany z uniwersytetem już do końca życia. Pracował jako profesor na Uniwersytecie Cambridge od 1884 roku.

## Praca na Uniwersytecie Cambridge

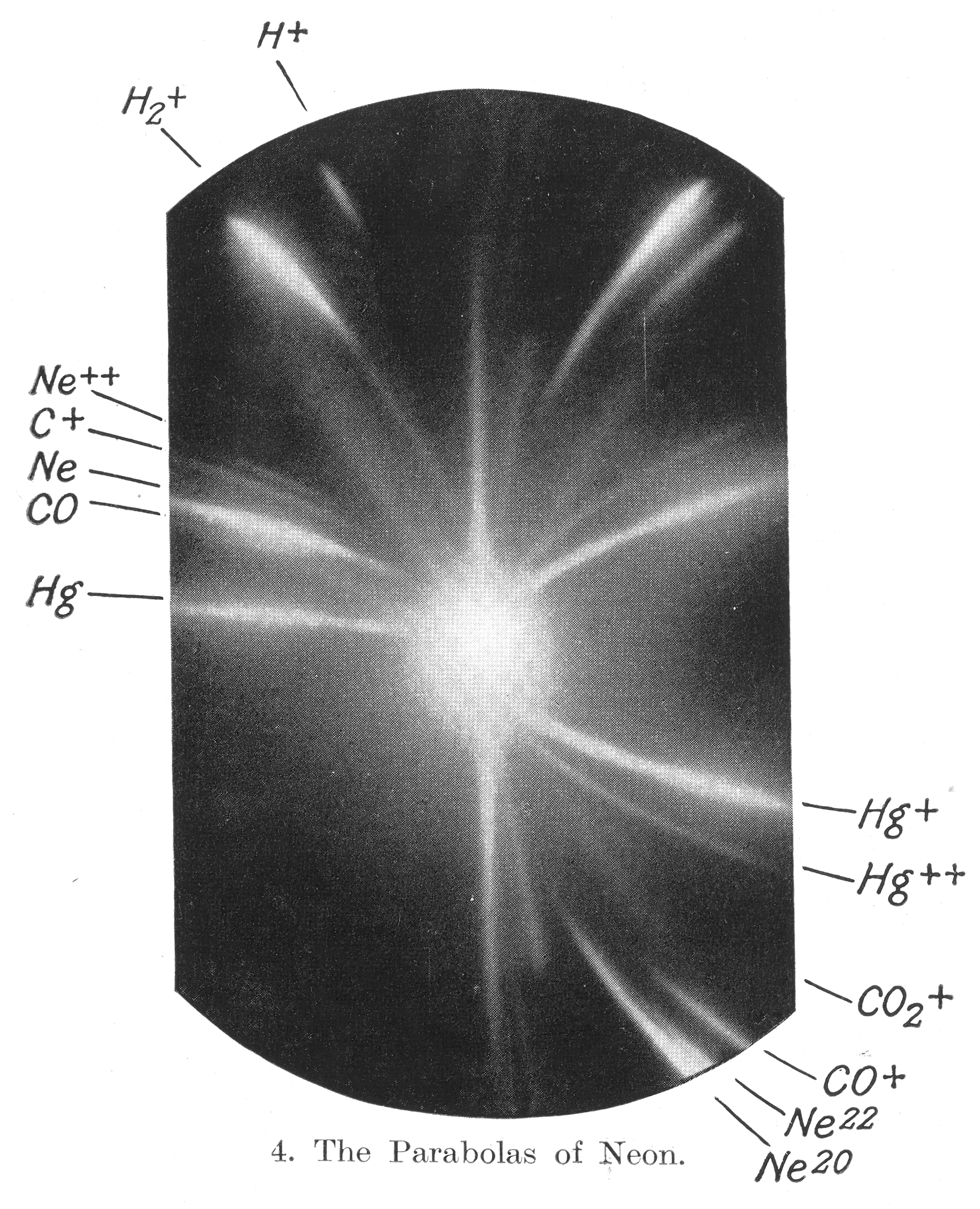
W prawym dolnym rogu zdjęcia ślady dwóch izotopów neonu: neon-20 i neon-22

Pierwsze lata pobytu w Cambridge poświęcił na studia matematyki czystej i stosowanej, opublikował kilka prac z tej dziedziny. Zapoznał się tam z teorią Maxwella.
Po uzyskaniu dyplomu wykładał matematykę na Uniwersytecie Cambridge i rozpoczął pracę w Laboratorium Cavendisha pod kierunkiem Karola Rayleigha, polegającą na wyznaczaniu zależności jednostek ładunku elektrycznego w układzie elektrostatycznym i elektromagnetycznym. Była to praca żmudna i trudna, a już pierwsze wyniki wykazywały niewielkie różnice od przewidywanych teoretycznie. Początkowo samodzielne prace Thomsona miały charakter teoretyczny. Po rezygnacji Karola Rayleigha w 1884 roku otrzymał stanowisko profesora Katedry Fizyki Doświadczalnej i kierownictwo Laboratorium Cavendisha.
Po objęciu kierownictwa prowadził badania nad przewodnictwem gazów i tym zagadnieniem zajmował się przez dłuższy okres. W rok po odkryciu przez Roentgena promieni X, Thomson wraz z Ruthefordem opublikowali pracę O przewodzeniu elektryczności przez gazy wystawione na działanie promieni Roentgena. Z prac tych wyciągnięto wniosek, że to przewodnictwo zawdzięczamy pewnym cząstkom obecnym w gazie, i że te cząstki są naelektryzowane. Przeprowadził kilka doświadczeń nad promieniowaniem katodowym ustalając doświadczenie, stosunek ładunku do masy (e:m) dla elektronu jak i różnych gazów – dwiema metodami dla różnych gazów i rodzajów materiału katody. Wyciągnął stąd wniosek o istnieniu materii w nowym stanie, o istnieniu w atomach różnych substancji korpuskuł o jednakowej masie i jednakowym ładunku elektrycznym, które podczas wyładowań wyzwalają się z atomów katody oraz molekuł gazu podczas ich dysocjacji. Korpuskuły te nazwano później elektronami. Thomson rozstrzygnął przez zastosowanie komory Wilsona, że masa elektronu jest 1000 razy mniejsza, niż masa cząsteczki wodoru.
Thomson wprowadził do fizyki pojęcie jonu gazowego, odegrał kluczową rolę w odkryciu elektronu, stwierdzając jego uniwersalną naturę, po raz pierwszy określił jego stałą fizyczną – stosunek e/m. Opracował także teorię dwóch głównych metod oceny liczby elektronów zawartych w atomach różnych pierwiastków. Przyjął, że atom jest kulką materii o ładunku dodatnim, w której pogrążone są elektrony. Łączny ich ładunek co do wartości bezwzględnej równy jest ładunkowi kuli. Późniejsze prace Thomsona nad promieniami i stosunkiem e/m dla promieni kanalikowych (zob. historia odkrycia protonu, promieniowanie anodowe (kanalikowe) doprowadziły do odkrycia izotopów. Wykonał liczne badania w dziedzinie teorii elektronów, prowadząc prace nad wyładowaniami w gazach rozrzedzonych i inne. Prowadził prace nad przewodnictwem prądu elektrycznego przez gazy. Za prace te otrzymał w 1906 roku Nagrodę Nobla z fizyki. Skonstruował pierwszy spektrometr mas. W roku 1911 dokonał pierwszej analizy wiązki jonów. W roku 1913 odkrył, wraz z F.W. Astonem, istnienie izotopów neonu. Był członkiem Royal Society oraz wielu innych stowarzyszeń naukowych, m.in. również PAU.

## Życie prywatne
Joseph James Thomson został zapamiętany jako wspaniały eksperymentator. Miał jakoby „niezgrabne ręce”, a jego matka z tego względu nigdy nie pozwalała mu na wbicie nawet jednego gwoździa. Uchodził za człowieka milczącego, ale na zebraniach towarzyskich błyszczał dowcipem. Kochał kwiaty dziko rosnące i hodowane, miał obszerną wiedzę z dziedziny botaniki, ale kwiatów sam nie hodował. Interesował się sportem, głównie grą w krykieta, tenisa i piłkę nożną.
Jego syn George Paget Thomson także był fizykiem i laureatem Nagrody Nobla (1937).